# Фалеристика
Фалер́истика (від лат. falerae, phalerae — «фалери, металеві прикраси, що служили військовими відзнаками», дав.-гр. φάλαρα — «металеві бляхи, дрібнички») — допоміжна історична дисципліна, яка займається вивченням історії орденів, медалей, значків і взагалі будь-яких нагрудних знаків. Так само називається і колекціонування цих предметів.
Ця наука вивчає історію виникнення та розвитку системи нагород, зокрема державних, відповідні супутні правові документи їх
функціонування (статути, положення, закони, розпорядження, документи і матеріали нагородної статистики тощо); появу
різних знаків вирізнення (військових, цивільних), значки (ювілейні, гербові, організацій, спортивних товариств, партій та ін.). Нагороди та знаки вирізнення — цінне джерело для вивчення рівня розвитку матеріальної та духовної
культури народів і духовного життя держави у певний період, вживаної символіки та її пріоритетів.
Фалеристика сприяє дослідженню подій і фактів становлення та розвитку систем державних нагород та різного типу відзнак, їхній оцінці. Особливо важливі дані Ф. для вивчення історії війн, датування місць битв та поховань. Разом із
супутніми документами ордени та відзнаки при допомозі зображального ряду іконографічних творів (портретів, фотографій) допомагають встановленню портретованих осіб, зокрема їхніх біографічних даних. У фалеристиці використовуються такі методи дослідження: порівняльно-історичний, класифікації та типологічний, вживаються методи та методики і низки інших галузей історичних знань, зокрема археології, палеографії (написи), хронології історично ї, медальєрики, точних і прикладних наук.
У 14—16 ст. вже широко вживалися ордени для придворних, засновані монархами. Особи, відзначені ними, носили багаті орденські костюми (однострої), особливі знаки вирізнення та іменувалися кавалерами. Поступово
ці знаки набули чинності державних нагород. До числа найстаріших за часом появи належать:
ордени Підв'язки (Англія, 1348); бургундський, потім — іспанський та австрійський Орден Золотого руна (1429); шведський — Меча (1522) і французький Святого Духа (1579). Орденами відзначалися, як правило, представники дворянських родів, улюбленці королів, ієрархи Церкви.
Ордени надавали чимало привілеїв нагородженим, серед яких важливе місце займало отримання кавалером лицарського звання, пізніше — права на особисте або спадкове дворянство.

### Приклади
Предмети, які відносяться до фалеристики:
Значимі, найвищої й високої якості витоговлення, технології сортування, пакування, збереження)
- Нагороди:

- Ордени.
- Медалі.
- значки відзники, також настільні медалі.

- Жетони (як ювелірні, так і пам'ятні й сувенірні).
- Фурнитура однострою (кокарди).

Предмети фалеристики
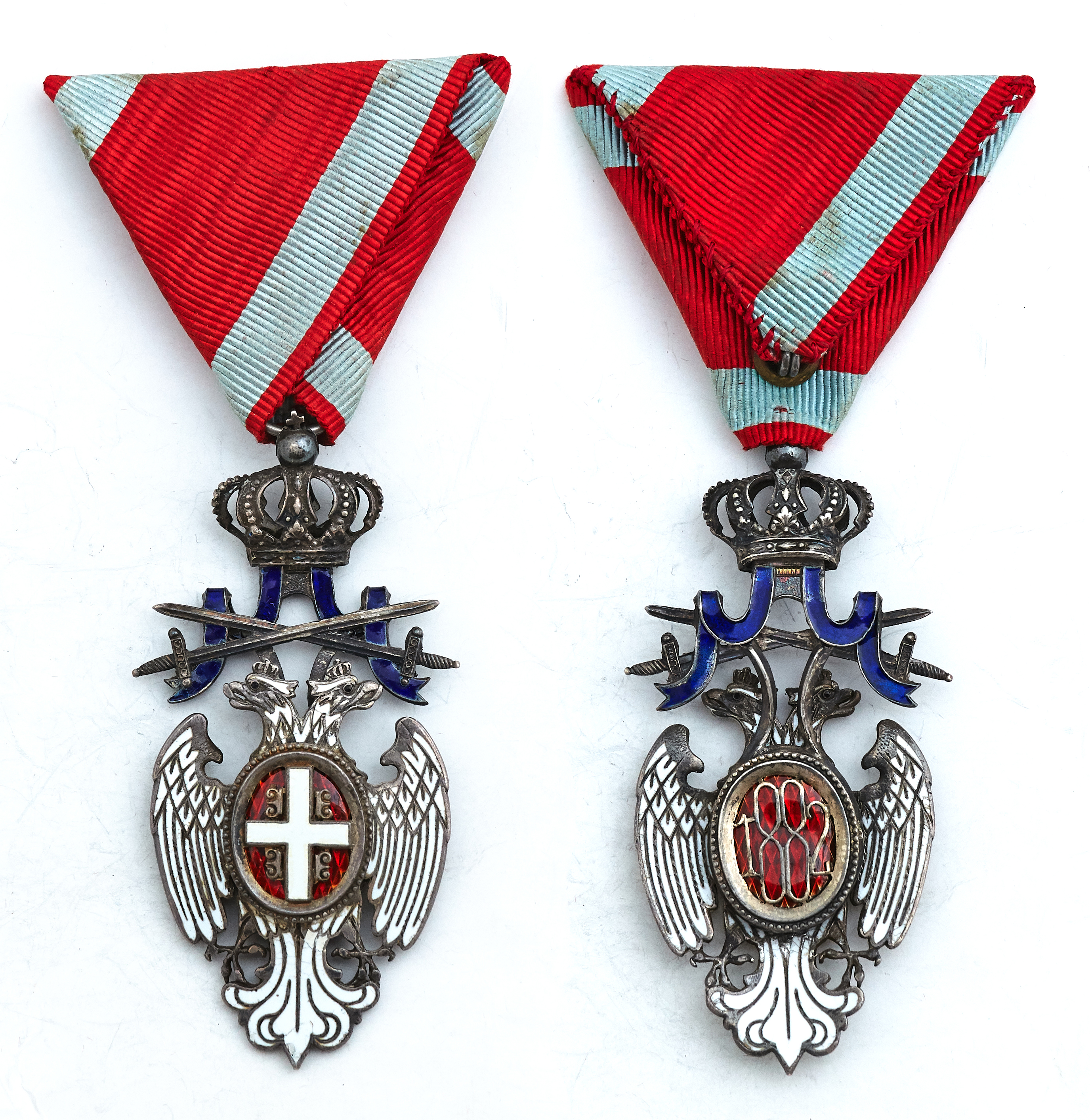
Ордени. Знак ордена Білого орла V ступеню з мечами. Королівство Сербія, Королівство Югославія.
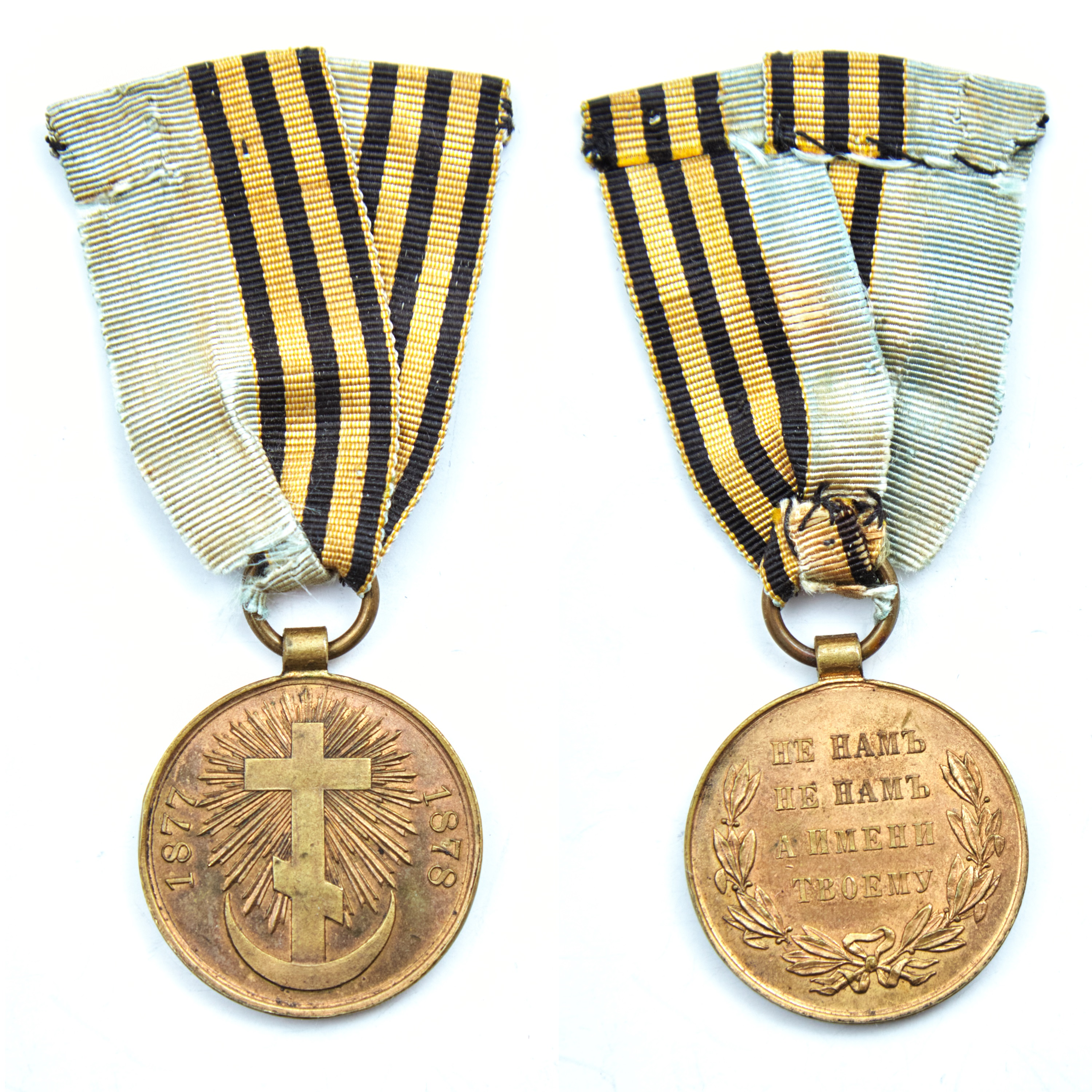
Медалі. Пам’ятна медаль війни 1877–78 на оригінальній стрічці. 1878 рік.
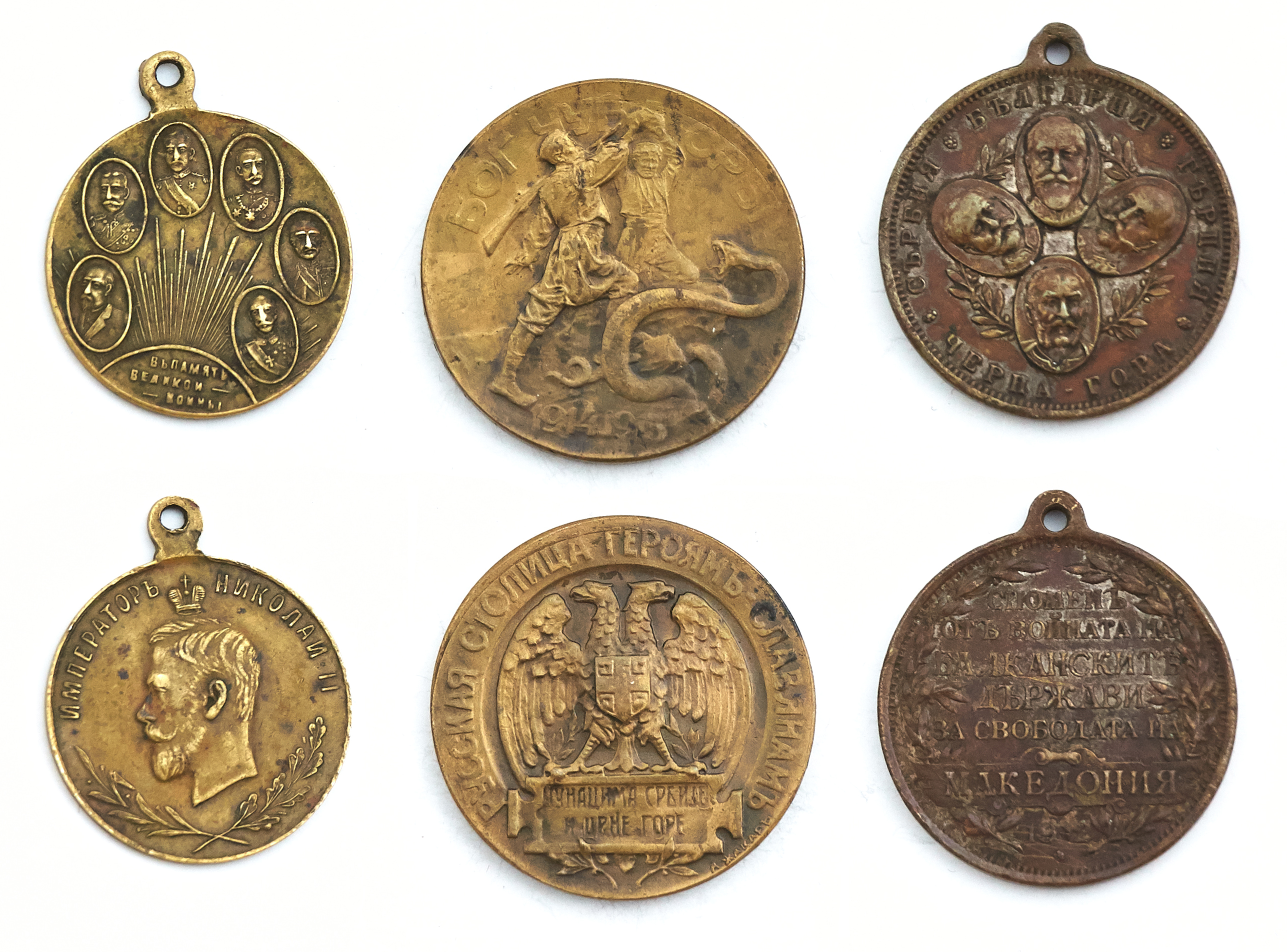
Жетони й настільні медалі. 1. Жетон. «В пам'ять Великої війни» 1915 рік. Бронза. 2. Монетоподібний жетон (настільна медаль) Російського товариства нумізматів «Російська столиця героям-слов'янам. 1914-1915 рр.». 3. Жетон «В пам'ять війни Балканських держав за свободу Македонії» (Перша Балканська війна). Третє Болгарське царство.
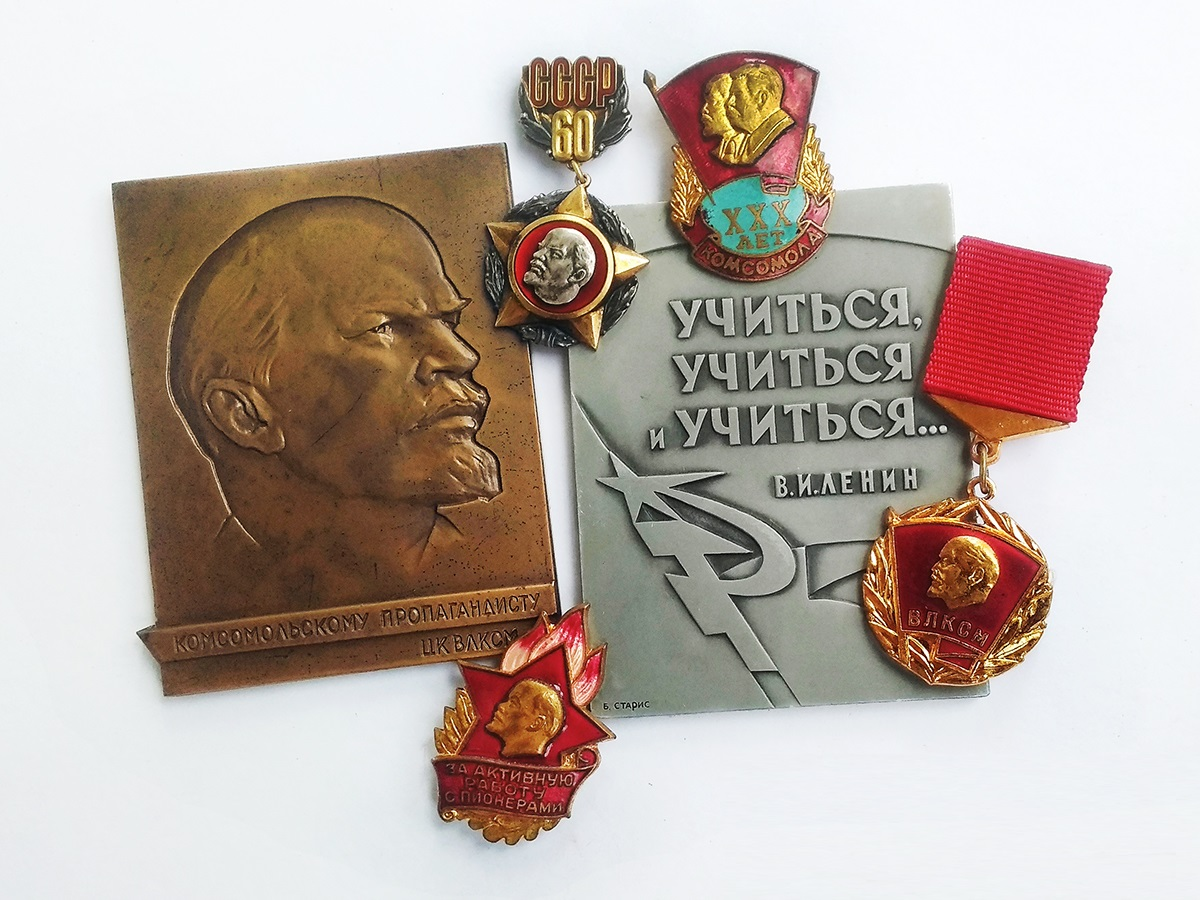
Значки відзнаки. Знаки й плакети ЦК ВЛКСМ. 1948—1991.

висока та средня якість виготовлення, технології сортування, пакування, зберігання
- Посадові й службові знаки.
- Сувенірні значки.
- Жетони (пам'ятні й сувенірні).
- Фурнітура однострою (основна частина предметів).

Предмети фалеристики інші.
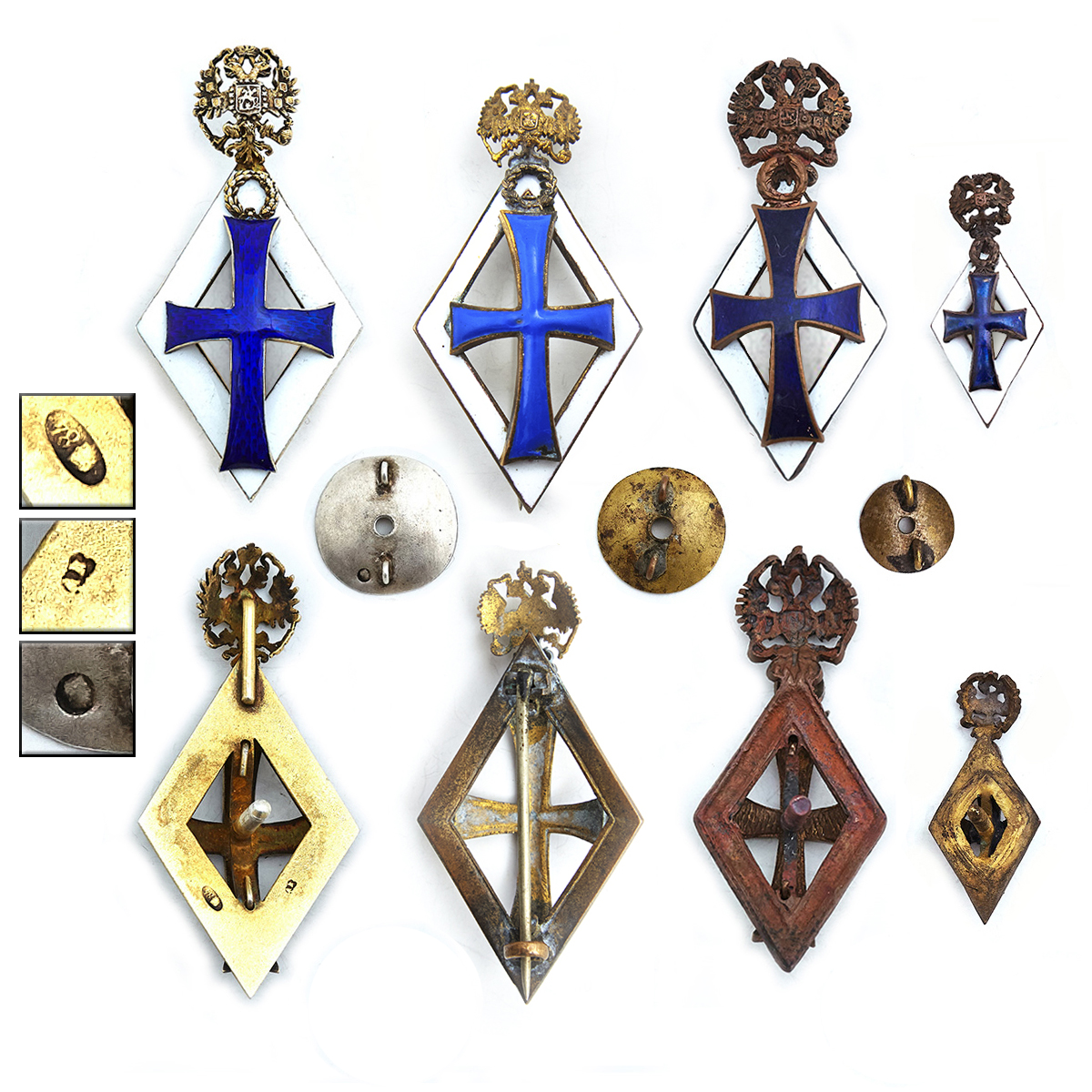
Службові знаки. Академічні нагрудні знаки випусника Імператорського Університету (для немедичних факультетів). 1899—1917. В 1900 році випускники 11-ти університетів могли замовляти такі знаки.
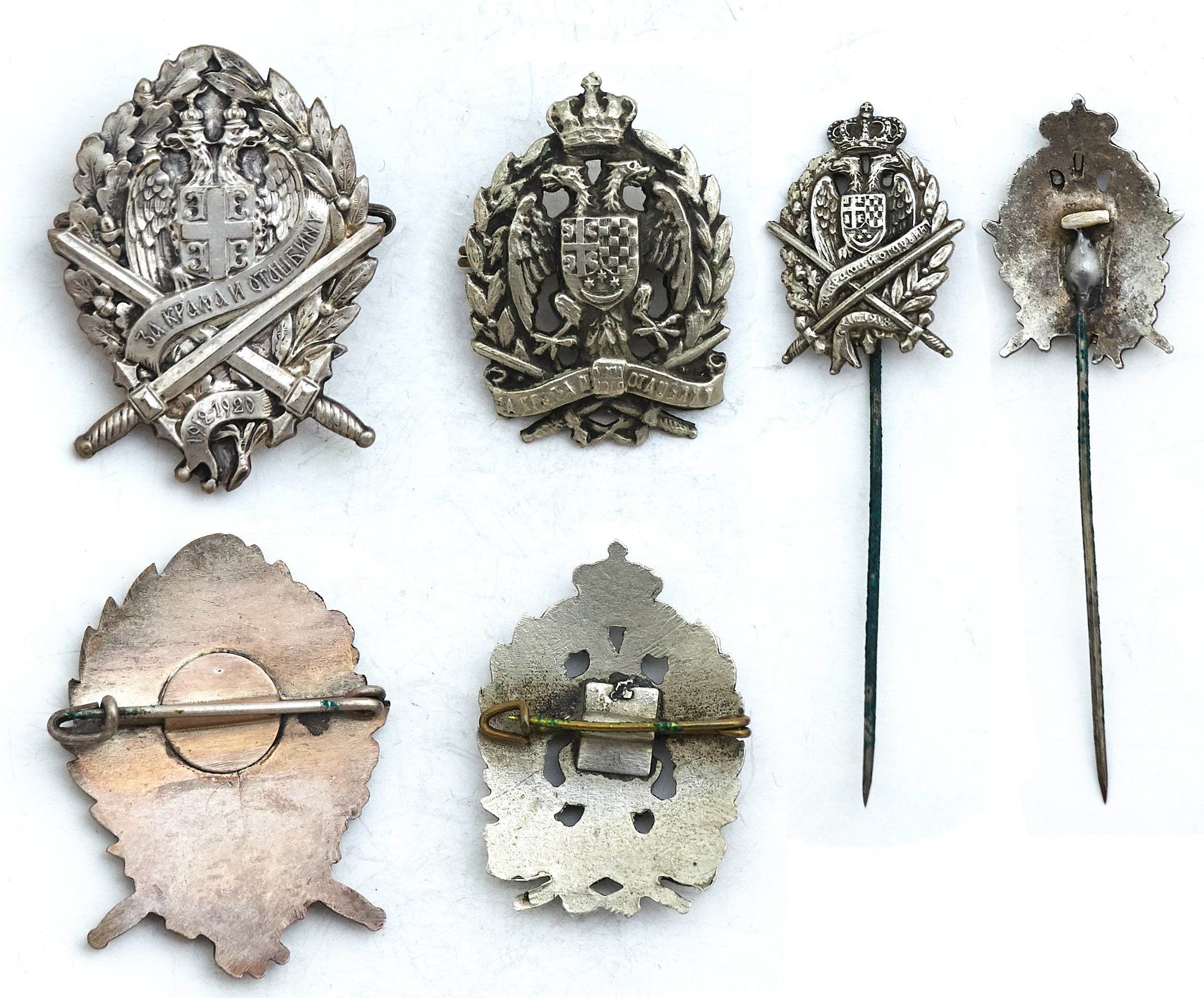
Посадові знаки. Знаки Асоціації офіцерів запасу і воїнів Сербії.
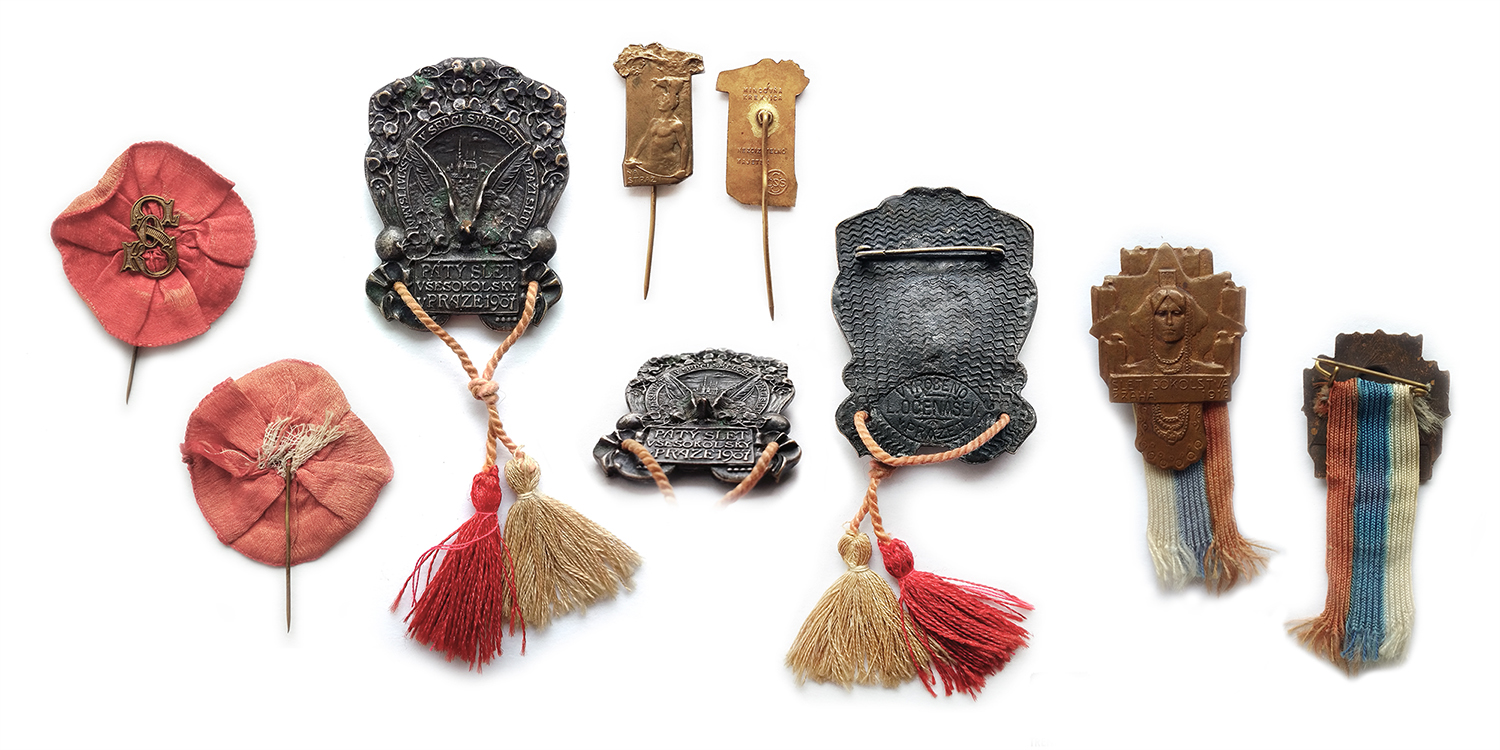
Службові знаки, фурнитура однострою й значки. Знаки чеського сокільського товариства (ČOS) у Австро-Угорщині 1907—1912. 1. Емблема «Sokol» з головного убора в червоній тканевій розетці (кокарда). 2. Членський знак «Сокола» для громадського одягу (1907–1948). (зверху в центрі) 3. Знак «П'ятий Всесокільський зліт у Празі, 1907 рік». Гасло: «В думках – Відчизна, в серці – сміливість, в руках – сила». 4. «Шостий Всесокільський зліт у Празі, 1912 рік». Перший Всеслов'янський зліт.

## Сучасна фалеристика
Сучасна вітчизняна Ф. всі нагородні матеріали вивчає в межах таких хронологічних періодів:
- кінець 10 — кінець 17 ст. — від першої згадки в літописах про нагородження золотою гривною до створення спеціальної нагородної медалі, що не є грошовою монетою;
- кінець 17 ст. — 1917 — від створення першого російського ордена при Петрі I до декрету РНК Росії про скасування старих орденів та знаків вирізнення, пам'ятних знаків, медалей, тобто дореволюційної нагородної системи. Окремо в межах останнього періоду розглядається практика впровадження системи нагород у час революційних змагань урядами Української Народної Республіки та Української Держави.

Післяреволюц. період охоплює такі етапи:
- формування рад. нагородної системи (1918—40);
- розвиток її в роки Великої вітчизняної війни Радянського Союзу 1941—1945 — встановлення орденів та медалей для бійців і воєначальників Червоної армії та трудівників тилу;
- післявоєнний період (1946—91) і створення та функціонування системи державних нагород у незалежній Україні (з 1992).

Значний матеріал для дослідників надає історія російської фалеристики (1698—1917). 23 (10) листопада 1917 Всеросійські ЦВК та РНК Росії ухвалили декрет «Об уничтожении сословий и гражданских чинов». Про ордени і медалі конкретно мова не йшла, однак їх скасували разом із чинами.
Офіційно скасовано ордени (як зовнішні відзнаки чинів та титулів) декретом 29 (16) грудня 1917.
У роки визвольних змагань в Україні зароджувалася і складалася своя нагородна система (див. Державні нагороди Української Народної Республіки). До 1918 Україна не мала особистих державних нагород. У часи Директорії УНР було розроблено закони, грамоти і проекти 7-ми бойових хрестів і медалей 4-х ступенів на стрічці.

## Радянська нагородна система
У роки громадянської війни 1918—22 бере початок формування радянської нагородної системи. Нагородження проводилися без будь-яких застережень чи обмежень (нац., класових, станових, вікових). Право нагородження орденами та медалями в СРСР належало Президії ВР СРСР або за її дорученням — президіям Верховних Рад союзних республік (тільки кілька медалей).
До 1991 в СРСР існував 21 орден. Найстаріший із них — орден Червоного Прапора (1918), що розглядався спочатку як бойова нагорода. Вища нагорода СРСР — Леніна орден (1930); з 1988 став виключно особистою, а не колективною нагородою.
1941—45 засновано ряд орденів за ратні подвиги: Великої Вітчизняної війни орден (1-го і 2-го ст.);
Слави (3-х ст.); полководницькі відзнаки: орден Суворова, Кутузова
орден (обидва 3-х ст.), Богдана Хмельницького орден (3-х ст., із назвою на знаку українською мовою); орден Ушакова і Нахімова орден
(обидва 2-х ст.), Олександра Невського орден, а найвищою нагородою
став орден «Перемога».
Серед почесних відзначень — нагород революційної доби — система особистих почесних звань (почесний червоноармієць, кіннотник; звання «вождь революційного пролетаріату»), почесні Червоні Прапори для військових з'єднань; почесна революційна зброя (січна — шаблі; пістолет — «маузер»); а також речові відзнаки — годинники, портсигари тощо.
Із кінця 1930-х рр. у СРСР усталилася складна нагородна система з кількох видів нагород:
1) ордени СРСР; 2) медалі СРСР (з 1938); 3) почесні звання; 4) Почесний Революц. Червоний Прапор; 5) Почесна революційна
зброя; 6) Почесна грамота ВР СРСР (з 1936); 7) грошова винагорода (Державні премії). Наявні почесні звання в союзних республіках ставилися на нижчий щабель у даній системі, що автоматично закріплювало їхню другорядність.

## Нагородна система в Україні
Із 1992 в Україні почала формуватися нагородна система у вигляді відзнак Президента України. Правове поле визначало існування двох рівнів нагород: державні нагороди (засновані законодавчою владою — поправки 1992 до Конституції Української Радянської Соціалістичної Республіки 1978) і президентські відзнаки.
До 2000 в Україні склалася струнка нагородна система зі своєю ієрархією: вищим ступенем відзнаки є звання Герой України (1998, складається з 2-х орденів: «Золотої Зірки» і ордена Держави; прийнятий ВР України закон затверджено Президентом
України 2002). Орден Держави № 1 вручено 26 листопада 1998 президентові НАН України академіку Б.Патону. За ним іде елітарний орден князя Ярослава Мудрого (5-х ст., 1995), багатофункціональний.
Третє місце посідає орден «За заслуги» (3-х ст., 1996), що замінив Почесну відзнаку
Президента України (1992, засновану до першої річниці незалежності України), орден Богдана Хмельницького (3-х ст., 1995) призначено для нагородження військовослужбовців та ветеранів
Великої вітчизняної війни Радянського Союзу 1941—45 за проявлений героїзм і мужність, заслуги при захисті Вітчизни. Орден «За мужність» засновано для відзначення особистої мужності та героїзму, виявлених за надзвичайних обставин
і спрямованих на захист людини, її прав і свобод, суспільних інтересів. До 1996 нагороджували зіркою «За мужність» і хрестом
«За мужність» (засновані 1995), тепер — орденом «За мужність» (3-х ст.). У системі відзнак існує орден княгині Ольги (3-х ст., 1997), яким нагороджуються жінки за визначні особисті заслуги в державній, громадській, виробничій, науковій, освітній, культурній та інших сферах суспільної діяльності.
16 березня 2000 Президент України Л.Кучма підписав ухвалений ВР України Закон України «Про Державні нагороди». Статус Державних нагород України отримали такі 7 їх видів: звання Героя України; орден; медаль; відзнака «Іменна вогнепальна зброя» (заснована 1995); Почесне звання України; Державна премія України; президентська відзнака.
Згодом, відповідно до указів Президента України та законів України, до згаданих вище нагород було долучено: орден князя Данила Галицького (2003), орден «За бездоганну шахтарську працю» (2008, 3-х ст.), орден Свободи (2008). До нагородної системи держави увійшли: 41 почесне звання (4 з них мають вищий ступінь — народний артист, художник, архітектор, вчитель);
7 медалей, відзнаки Президента України — медалі: «За працю та звитяги» (2001), ювілейна — «60 років визволення України від фашистських загарбників» (2004), «20 років незалежності України» (2011) та Хрест Івана Мазепи (2009); 5 державних премій (серед них — Національна премія імені Тараса Шевченка та Державна премія ім. О.Довженка).
Фалеристичне надбання держави включає: урядові, парламентські, відомчі, посадові відзнаки, відзнаки громадських, творчих організацій та спеціальні відзнаки різних релігійних конфесій. Дослідники-фалеристи, знаючи нагородні системи
різних епох, особливо медалі, ордени, зірки до них, знаки вирізнення, вповні можуть отримувати інформацію, зчитуючи знакову систему, присутню на одностроях осіб, портрети яких можна атрибутувати саме через відомості про власників нагород, дізнатися про їхню службу (військову, морську, цивільну), її тривалість (відтак — встановлення віку портретованого).
Ф., розглядувана нами як атрибут держави (системи орденів, медалей), важливий і складний за своєю природою феномен у державно-правовому і суспільно-психологічному житті країн, і одночасно — як спеціальна галузь історичних знань — надає надзвичайної ваги специфічну інформацію про особливості державного устрою, систему взаємовідносин у суспільстві.